# Phenacoccus
Genre
Phenacoccus est un genre de cochenilles de la famille des Pseudococcidae et de la super-famille des Coccoidea et dont les espèces sont communément appelées « cochenilles farineuses »). 
Il existe au moins 180 espèces décrites dans le genre Phenacoccus,,,.

## Galerie

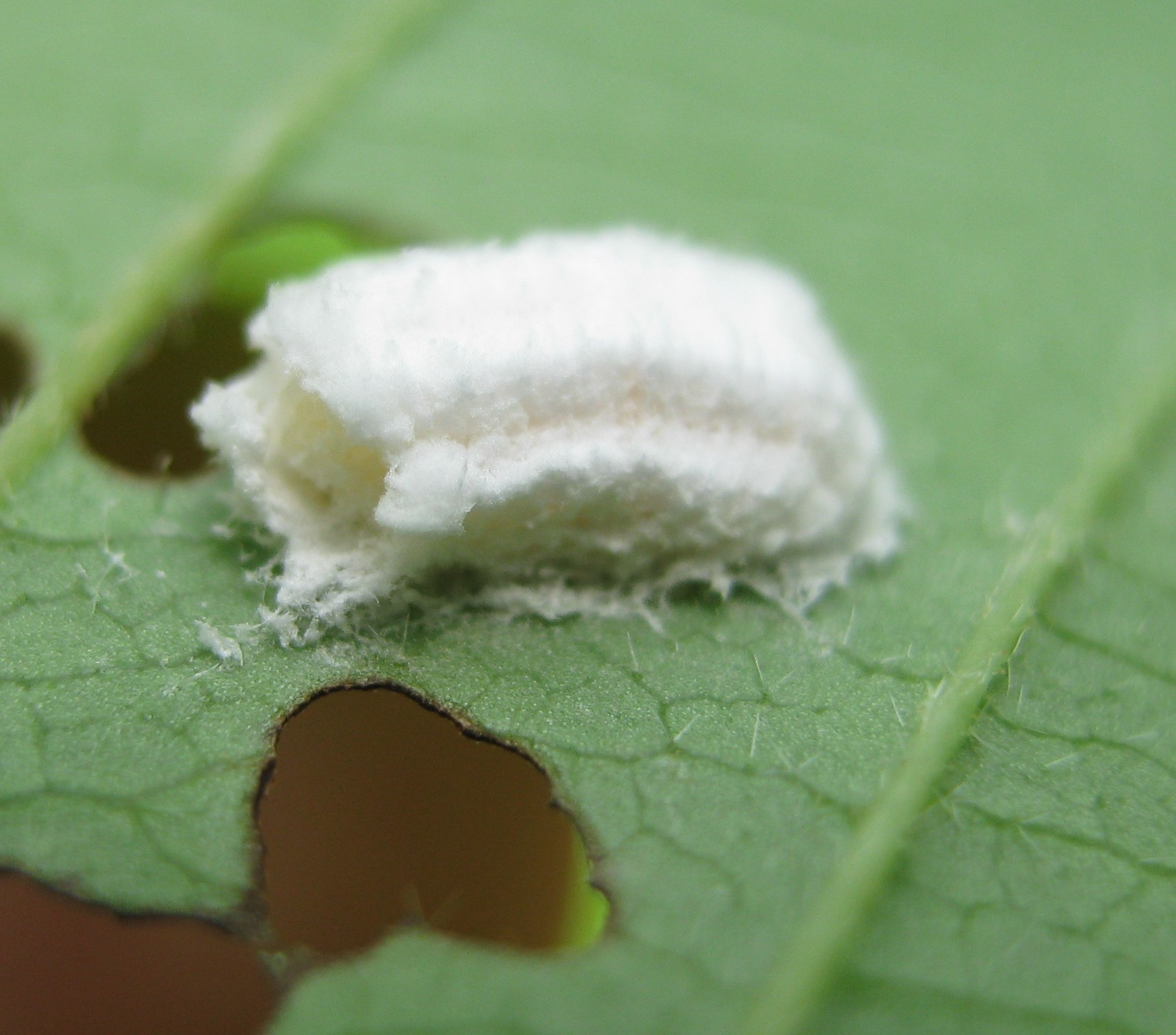
Enveloppe d'un œuf de Phenacoccus aceris.
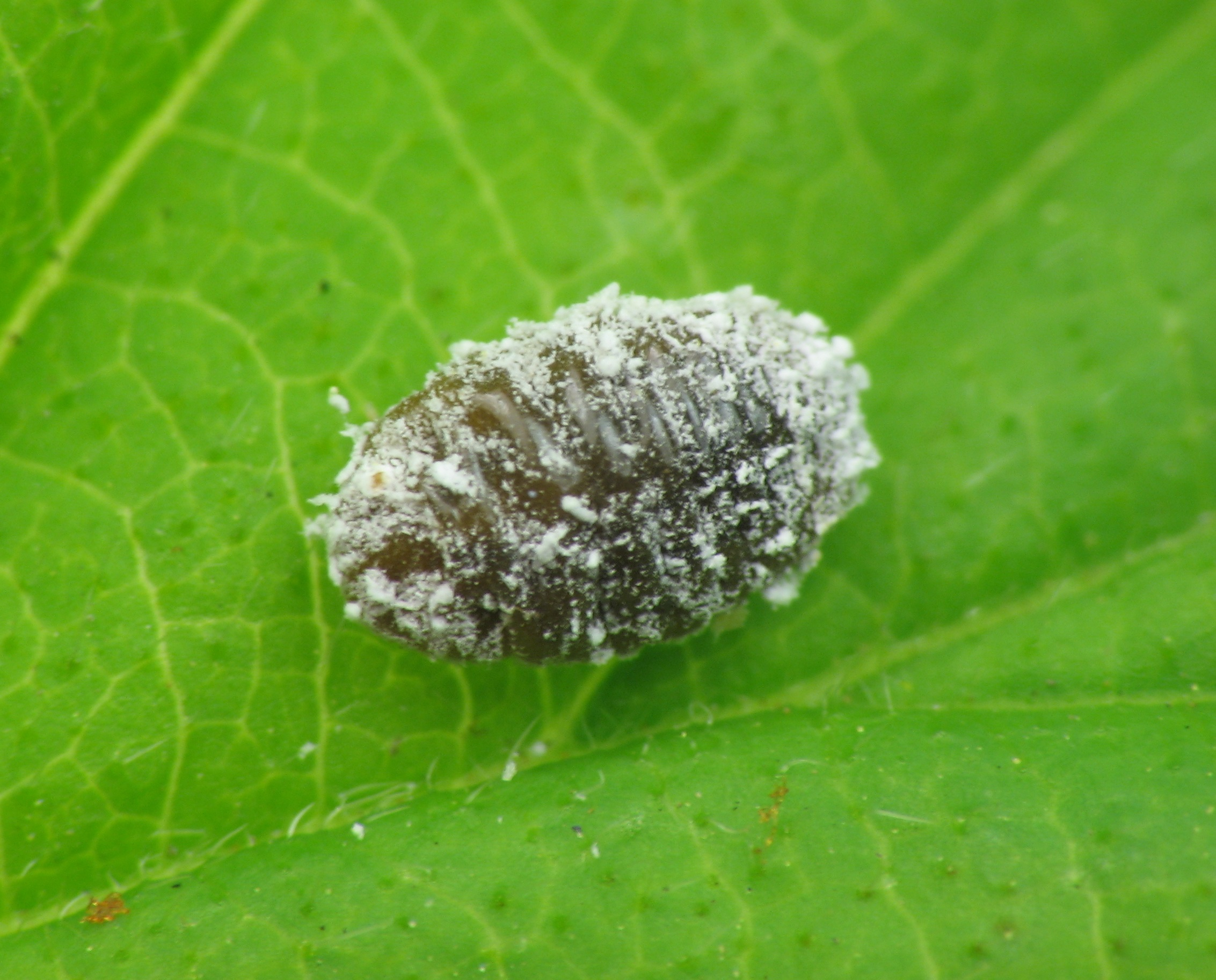
Phenacoccus aceris.

## Listes des espèces
- Phenacoccus abditus Borchsenius, 1949 c g
- Phenacoccus acericola King, 1902 c g
- Phenacoccus aceris (Signoret, 1875) c g b
- Phenacoccus affinis Ter-Grigorian, 1963 c g
- Phenacoccus alibotush Gavrilov g
- Phenacoccus alienus De Lotto, 1961 c g
- Phenacoccus alleni McKenzie, 1964 c g
- Phenacoccus alonim Ben-Dov, 1991 c g
- Phenacoccus alticola Bazarov, 1967 c g
- Phenacoccus americanus King & Cockerell, 1897 c g
- Phenacoccus angophorae Williams, 1985 c g
- Phenacoccus angustatus Borchsenius, 1949 c g
- Phenacoccus arambourgi Balachowsky, 1954 c g
- Phenacoccus arctophilus (Wang, 1979) c g
- Phenacoccus artemisiae Ehrhorn, 1900 c g
- Phenacoccus arthrophyti Archangelskaya, 1930 c g
- Phenacoccus asphodeli Goux, 1942 c g
- Phenacoccus asteri Takahashi, 1932 c g
- Phenacoccus avenae Borchsenius, 1949 c g
- Phenacoccus avetianae Borchsenius, 1949 c g
- Phenacoccus azaleae Kuwana, 1914 c g
- Phenacoccus baccharidis Williams, 1987 c g
- Phenacoccus balachowskyi Savescu, 1984 c g
- Phenacoccus balagnus Balachowsky, 1933 c g
- Phenacoccus basorae Bodenheimer, 1943 c g
- Phenacoccus bazarovi Ben-Dov, 1994 c g
- Phenacoccus betae Moghaddam g
- Phenacoccus bicerarius Borchsenius, 1949 c g
- Phenacoccus borchsenii (Matesova, 1957) c g
- Phenacoccus brachipodi (Savescu, 1985) c g
- Phenacoccus caillardi (Balachowsky, 1930) c g
- Phenacoccus cajonensis McKenzie, 1967 c g
- Phenacoccus capensis Ferris, 1950 c g
- Phenacoccus cassiniae Williams, 1985 c g
- Phenacoccus celtisifoliae Hollinger, 1917 c g
- Phenacoccus cerasi Savescu, 1985 c g
- Phenacoccus colemani Ehrhorn, 1906 c g
- Phenacoccus convolvuli Savescu, 1985 c g
- Phenacoccus cotyledonis De Lotto, 1964 c g
- Phenacoccus crassus Granara de Willink, 1983 c g
- Phenacoccus cynodontis Borchsenius, 1949 c g
- Phenacoccus cyrenaicus Ferris, 1922 c g
- Phenacoccus dearnessi King, 1901 c g
- Phenacoccus defectus Ferris, 1950 c g
- Phenacoccus desertus Bazarov & Nurmamatov g
- Phenacoccus destitutus McKenzie, 1967 c g
- Phenacoccus dicoriae McKenzie, 1961 c g
- Phenacoccus discadenatus Danzig, 1978 c g
- Phenacoccus echeveriae McKenzie, 1960 c g
- Phenacoccus ejinensis Tang in Tang & Li, 1988 c g
- Phenacoccus eleabius Silvestri, 1915 c g
- Phenacoccus elongatus Kanda, 1943 c g
- Phenacoccus emansor Williams & Kozarzhevskaya, 1988 c g
- Phenacoccus eremicus Ferris, 1950 c g
- Phenacoccus eriogoni Ferris, 1918 c g
- Phenacoccus eschscholtziae McKenzie, 1961 c g
- Phenacoccus eugeniae Takahashi, 1942 c g
- Phenacoccus eurotiae Danzig, 1975 c g
- Phenacoccus evelinae (Tereznikova, 1968) c g
- Phenacoccus ferulae Borchsenius, 1949 c g
- Phenacoccus fici Takahashi, 1940 c g
- Phenacoccus formicarum Leonardi, 1908 c g
- Phenacoccus franseriae Ferris, 1921 c g
- Phenacoccus fraxinus Tang, 1977 c g
- Phenacoccus giganteus McKenzie, 1964 c g
- Phenacoccus gobicus Danzig, 1987 c g
- Phenacoccus gorgasalicus Hadzibejli, 1960 c g
- Phenacoccus gossypii Townsend & Cockerell, 1898 c g
- Phenacoccus graminicola Leonardi, 1908 c g
- Phenacoccus grandicarpus Hollinger, 1917 c g
- Phenacoccus gregosus Williams & Granara de Willink, 1992 c g
- Phenacoccus gypsophilae Hall, 1927 c g
- Phenacoccus hakeae Williams, 1985 c g
- Phenacoccus halimiphylli Danzig, 1968 c g
- Phenacoccus halli Ezzat, 1962 c g
- Phenacoccus hargreavesi (Laing, 1925) c g
- Phenacoccus helianthi (Cockerell, 1893) c g
- Phenacoccus herbaceus Borchsenius, 1962 c g
- Phenacoccus herreni Cox & Williams, 1981 c g
- Phenacoccus hordei (Reuter, 1904) c g
- Phenacoccus hortonarum Brachman & Kosztarab in Kosztarab, 1996 c g
- Phenacoccus hurdi McKenzie, 1964 c g
- Phenacoccus hystrix (Baerensprung, 1849) c g
- Phenacoccus incertus (Kiritshenko, 1940) c g
- Phenacoccus incomptus McKenzie, 1964 c g
- Phenacoccus indicus (Avasthi & Shafee, 1980) c g
- Phenacoccus infernalis McKenzie, 1962 c g
- Phenacoccus insularis Danzig, 1971 c g
- Phenacoccus interruptus Green, 1923 c g
- Phenacoccus iranica Moghaddam g
- Phenacoccus isadenatus Danzig, 1971 c g
- Phenacoccus juniperi Ter-Grigorian, 1964 c g
- Phenacoccus kaplini Danzig, 1983 c g
- Phenacoccus karaberdi Borchsenius & Ter-Grigorian, 1956 c g
- Phenacoccus kareliniae Borchsenius, 1949 c g
- Phenacoccus karkasicus Moghaddam g
- Phenacoccus kokandicus Nurmamatov, 1986 c g
- Phenacoccus larvalis Borchsenius, 1949 c g
- Phenacoccus latipes Green, 1923 c g
- Phenacoccus longoi Russo, 1994 c g
- Phenacoccus lotearum McKenzie, 1960 c g
- Phenacoccus lycii (Ferris, 1919) c g
- Phenacoccus madeirensis Green, 1925 i c g
- Phenacoccus manihoti Matile-Ferrero, 1977 c g
- Phenacoccus maritimus Danzig, 1971 c g
- Phenacoccus matricariae Savescu, 1984 c g
- Phenacoccus megaulus McKenzie, 1967 c g
- Phenacoccus memorabilis Borchsenius, 1949 c g
- Phenacoccus menieri Matile-Ferrero & Balachowsky, 1972 c g
- Phenacoccus meridionalis Gómez-Menor Ortega, 1948 c g
- Phenacoccus mexicanus (Miller & McKenzie, 1971) c g
- Phenacoccus meymeryani Bodenheimer, 1943 c g
- Phenacoccus minimus Tinsley, 1898 c g
- Phenacoccus monieri Balachowsky, 1939 c g
- Phenacoccus montanus (Hadzibejli, 1959) c g
- Phenacoccus multisetosus McKenzie, 1967 c g
- Phenacoccus neohordei Marotta, 1992 c g
- Phenacoccus nephelii Takahashi, 1939 c g
- Phenacoccus nurmamatovi Bazarov, 1979 c g
- Phenacoccus orcinus De Lotto, 1964 c g
- Phenacoccus parietariae (Lichtenstein, 1881) c g
- Phenacoccus parietaricola Goux, 1938 c g
- Phenacoccus parvus Morrison, 1924 i c g
- Phenacoccus pauculus De Lotto, 1964 c g
- Phenacoccus pauperatus Ferris, 1950 c g
- Phenacoccus pergandei Cockerell, 1896 c g
- Phenacoccus perillustris Borchsenius, 1949 c g
- Phenacoccus persimplex Borchsenius, 1949 c g
- Phenacoccus peruvianus Granara de Willink, 2007 g
- Phenacoccus phenacoccoides (Kiritshenko, 1932) g
- Phenacoccus piceae (Löw, 1883) c g
- Phenacoccus poriferus Borchsenius, 1949 c g
- Phenacoccus pratti Takahashi, 1951 c g
- Phenacoccus prodigialis Ferris, 1950 c g
- Phenacoccus prosopidis Bodenheimer, 1943 c g
- Phenacoccus proximus De Lotto, 1974 c g
- Phenacoccus prunispinosi Savescu, 1984 c g
- Phenacoccus pseudopumilus Hadzibejli, 1960 c g
- Phenacoccus psidiarum Cockerell, 1903 c g
- Phenacoccus pumilus Kiritshenko, 1936 c g
- Phenacoccus pyramidensis Ezzat, 1960 c g
- Phenacoccus quadricaudata (Signoret, 1875) c g
- Phenacoccus querculus (Borchsenius, 1949) c g
- Phenacoccus radii Bodenheimer, 1943 c g
- Phenacoccus rehaceki Savescu, 1984 c g
- Phenacoccus rotundus Kanda, 1943 c g
- Phenacoccus rubivorus Cockerell, 1901 c g
- Phenacoccus sakai (Takahashi, 1951) c g
- Phenacoccus salsolae Danzig, 1975 c g
- Phenacoccus salviacus Moghaddam g
- Phenacoccus schmelevi Bazarov, 1980 c g
- Phenacoccus segnis (Brain, 1915) c g
- Phenacoccus setiger Borchsenius, 1949 c g
- Phenacoccus sherbinovskyi Bodenheimer, 1943 c g
- Phenacoccus shutovae Danzig, 1971 c g
- Phenacoccus silvanae Longo & Russo in Longo et al., 1989 c g
- Phenacoccus similis Granara de Willink, 1983 c g
- Phenacoccus sogdianicus Nurmamatov & Bazarov, 1987 c g
- Phenacoccus solani Ferris, 1918 i c g b
- Phenacoccus solenopsis Tinsley, 1898 c g
- Phenacoccus specificus Matesova, 1960 c g
- Phenacoccus sphaeralceae Williams, 1987 c g
- Phenacoccus sphagni (Green, 1915) c g
- Phenacoccus stelli (Brain, 1915) c g
- Phenacoccus stipae Nurmamatov, 1986 c g
- Phenacoccus strigosus Borchsenius, 1949 c g
- Phenacoccus subdeserticus Vayssière, 1932 c g
- Phenacoccus surinamensis  i
- Phenacoccus tataricus Matesova, 1960 c g
- Phenacoccus tergrigorianae Borchsenius in Borchsenius & Ter-Grigorian, 1956 c g
- Phenacoccus tibialis Borchsenius, 1949 c g
- Phenacoccus transcaucasicus Hadzibejli, 1960 c g
- Phenacoccus transvcaucasicus Hadzibejli, 1960 g
- Phenacoccus trichonotus (Danzig, 1971) c g
- Phenacoccus tucumanus Granara de Willink, 1983 c g
- Phenacoccus ulmi (Savescu, 1985) c g
- Phenacoccus vaccinii (Danzig, 1960) c g
- Phenacoccus viburnae Kanda, 1931 c g
- Phenacoccus wilmattae Cockerell, 1901 c g
- Phenacoccus yerushalmi Ben-Dov, 1985 c g

Sources des données : i = ITIS, c = Catalogue of Life, g = GBIF, b = Bugguide.net